# Schoenobiblus crassisepala
Schoenobiblus crassisepala är en tibastväxtart som beskrevs av K. Barringer och L.I. Nevling. Schoenobiblus crassisepala ingår i släktet Schoenobiblus och familjen tibastväxter. Inga underarter finns listade i Catalogue of Life.